# Bauhaus
Bauhaus (nemško Das Staatliche Bauhaus; Državni Bauhaus) je združba najbolj avantgardnih in socialističnih umetnikov v vlogi učencev in učiteljev, ki so živeli v sožitju, kampusu na istem mestu in ustvarjali mojstrovine. Vsi so živeli v skupnosti in imeli svoja bivališča in kadarkoli v dnevu je študent potreboval učitelja, mu je bil le-ta dosegljiv. Te skoraj idealistične filozofije ni do danes ponovila še nobena šola. Je dobra predstava umetnosti kot perfektnega sožitja med profesorji in študenti. 
Šola Bauhaus je pričela delovati le leto po koncu prve svetovne vojne in sicer v letu 1919. Njeno delovanje se je končalo v letu 1933, kar pomeni, da je bila najbolj dejavna ravno med dvema zgodovinsko pomembnima vojnama. 
Ko je leta 1919 arhitekt Walter Gropius ustanovil to šolo, je z njo načrtoval življenjski projekt, ki naj bi trajal zelo dolgo. Njegova vizija ni bila usmerjena le na teh 14 let. Bil je prepričan, da bo ta revolucionarna in napredna šola delovala zelo dolgo. Ustanovljena je bila v Nemčiji, v mestecu Weimar in še preden se je pričela druga svetovna vojna, je bila ta šola na udaru velikih kritik in destruktivizma s strani nemškega nacizma in to je bil tudi razlog, da so jo leta 1933 zaprli. Sam objekt šole in tudi dogodki v zvezi s tem spadajo v zgodovinsko pričevanje. Sama zgradba je postala muzej, katerega Nemci s ponosom kažejo svetu.
Vendar, kljub temu, da je delovala le 14 let, je imel njen vpliv velike posledice na oblikovanje v takratni dobi in prihodnosti.
Bauhaus danes vendarle ni diskreditiran. Kot laboratorij nove bivalne kulture je bil eden izmed generatorjev novega razmisleka o majhnem, a funkcionalnem stanovanju, o pohištvu, prilagojenem tlorisu, ter seveda o graditvi kakovostnih stanovanj, ki bi čim manj obremenila okolje. Gre za teorijo, ki do danes skoraj ni dosegla nadgradnje, le težnjo po ekološki zidavi in novo zeleno tehnologijo je vključila vase.
Nikdar do sedaj še ni obstajala šola za umetnost, ki bi imela tako idealne pogoje, kot jih je imela šola Bauhaus. Ideje in zamisli, ki jih je ustvarila, so se povsem razlikovale od oblikovanja v takratnem času.
Bauhaus je bil v svojem času sinonim za moderno arhitekturo in  pohištvo in za minimalističen pristop k oblikovanju. Prvič v zgodovini so uporabljali tudi kovinsko pohištvo.
Bila je največja oblikovalska institucija 20. stoletja. Na glavo je obrnila vse dotedanje mišljenje umetnikov in jih naredila funkcionalne in preproste. 

## Zgodovina Bauhausa
Leta 1905 so v Weimar v Nemčijo povabili naprednega belgijskega arhitekta Henry van de Velde zaradi zasnove šole za takratni design z naslovom »Grand-Ducal Saxon School of Arts and Crafts«, ki je bila zgrajena leta 1907. Van de Velde je bil slikar, arhitekt in oblikovalec. Šolo je zasnoval in bil kasneje tudi njen direktor. Zaradi svojega belgijskega porekla je moral kasneje odstopiti s tega položaja in za to delovno mesto je med drugimi kandidati predlagal tudi Walerja Gropiusa.
Gropius je imel napreden načrt, ki ga je predstavil tedanjim oblastem. Njegov načrt je bil oblikovanje in izdelava izdelkov, ki naj bi bili lični, oblikovno prečiščeni in funkcionalni. Sama šola naj bi se posluževala napredne tehnologije v industriji, naprednih materialov in naprednega organskega dizajna. Prav zaradi te naprednosti so ga potrdili in postal je direktor državne šole in njen idejni vodja. Z imena Grand-Ducal Saxon School of Arts and Crafts, jo je preimenoval v šolo Bauhaus.
Šola je bila v takratnem času delujoča v treh nemških mestih in je imela tri različne direktorje. Prva je bila v Weimarju (1919-1925),druga v Dessau (1925-32) in zadnja lokacija je bila v Berlinu do leta 1933, odprta le deset mesecev.
Gropius je bil direktor od začetka v letu 1919-28, Hannes Meyer 1928-30 in Ludwig Mies van der Rohe od leta 1930-33. Ko so se študentje in profesorji selili z Weimarja, je Gropius v letu 1925 zasnoval novo šolo v Dessau, notranji interier pa so oblikovali študentje. Ta nova zgradba je kasneje postala muzej in je danes ena najbolj obiskanih muzejev na svetu.

## Walter Gropius
Walter Gropius je bil vojni častnik, ki je sanjal o šoli za arhitekturo in umetnost, ki bi pomagala spremeniti svet.
»Še vedno se spominjam trenutka, katerega ne bom nikoli pozabil, ko sem prišel s prve svetovne vojne in želel ustvariti nekaj povsem novega, drugačnega, ki bo spremenilo življenje v katerem smo živeli danes. Imel sem ideje, o katerih si ljudje niso mogli niti predstavljati. Med vojno sem o njih sanjal in po njej so postale resničnost.«  Intervju 1968, W.Gropius 
Po vojni je svoje utopične sanje tudi uresničil, ker jih med vojno vihro ni mogel. 

## Šola v Dessau
Kot arhitekt je Gropius zasnoval in zgradil novo šolo v Dessau. Bila je ena najbolj pompoznih stavb v tistem času in to veličastnost ji lahko pripišemo še danes. Morda se današnjemu človeku ne zdi nič posebnega, vendar, če pomislimo, da je bila to prva takšna stavba v Evropi, smo lahko navdušeni. 
Zgrajena je bila v enem letu med letoma 1925-26 in imela je čisto vse pod eno streho. Delavnice, učilnice, jedilnico, študentske sobe, stanovanja za profesorje.... Ker je bila cela v steklu, je spominjala  na kristalno katedralo. Ta pompozna stavba se je zelo razlikovala od arhitekture ostalih objektov v tistem času. Bila je prva takšna stavba v Evropi, ki je hkrati predstavljala željo po enostavnem minimalizmu. S svojo podobo je vplivala na celotno okolje oz. cel svet. Bila je tako svetla in čista, da je bolj spominjala na laboratorij kot na šolo za umetnost.

## Študij na šoli
V Weimarju je Gropius postavil temelje estetike, ki se uporabljajo še v danes. V zgradbi v Weimarju so tako študentje kot profesorji svoje ideje narisali in jih v obrtniških delavnicah tudi sami izvedli v fizični obliki. To je predlagal sam Gropius, ker je v delavnice pripeljal novodobne stroje in njegova logika je bila, da če sam delaš na strojih, poznaš njihove zmožnosti.
V  tistem času so bila v ospredju obrtniška ročna dela in Gropiusu se to ni zdelo prioritetno. To je bil tudi razlog, zakaj so vsi učenci tudi izdelovali svoje oblikovalske mojstrovine v delavnicah. Izdelovali so prav vse, od stolov do pohištva z lesa; izdelke z vitraža, blaga, keramike, lončarstva.... in prav vsako področje je imelo svojega vrhunskega učitelja. 
Druženja v tej zgradbi ni manjkalo, saj so se skozi cel dan, skozi vse leto tako študentje kot profesorji družili in skupaj ustvarjali novodobno prihodnost.
Čeprav je imel na svojem začetku vizije Gropius v mislih le arhitekturo in industrijske izdelke, so se študentom prav kmalu priključili tudi slikarji. Menil je, da bodo prav oni prinesli nov začetek mišljenja v oblikovanju. Ko so se združili, so dejansko podrli vse meje in so dojeli, da je v resnici med seboj vse povezano. Vsi so postali eno. Povabil je švicarskega slikarja Paula Kleeja, umetnika Vasilija Kandinskega, Rusa, ki je začel abstraktno umetnost. Tudi Johannes Itten je učil na Bauhausu in ravno on je bil odgovoren za ogromno inovacij, ki so naredile to šolo tako udarno. Ti trije so šoli dali prvotno osnovo, zgradili nove temelje. Itten je bil nekaj časa budist in je na začetek vseh svojih predavanj uvedel tehniko dihalnih vaj, s katero je tudi dosegel, da se umetnik skoncentrira, umiri in poglobi vase.
Prvič v zgodovini so učili dizajn v smislu umetnosti. Cilji so bili usmerjeni na individualnega človeka, na njegova čustva, intelekt in občutja. Namesto da bi se učili zgodovino, so jih direktno usmerili v abstrakcijo; oziroma, da so oblikovali in izdelovali v praksi. Ena izmed velikih prednosti je bilo to, da, ko so učenci prišli v šolo so prve pol leta raziskovali sami sebe. Učili so se o teoriji barv in o teksturah. Modele so izdelovali iz različnih barv in materialov. Les, steklo, volna in ostale zanimive materiale so preučevali, kako se obnašajo pri izdelavi in drugih dejavnikih.
Za razliko od ostalih šol v tistem času je šola Bauhaus izostrila osebnost posameznega študenta. Drugje so delali vsi enako, v Bauhausu pa je imel vsak študent svoj projekt s svojo zasnovo.

## Pomembni profesorji na šoli poleg Gropiusa
Oskar Schlemmer kipar in slikar, oblikovalec in koreograf. Schlemmer je postal znan na mednarodni premieri svojega "Triadisches Ballett" v Stuttgartu leta 1922. Njegovo delo v Bauhausu in njegove obsedenosti z gledališčem, so pomemben dejavnik pri njegovem delu, ki se ukvarja predvsem s problematiko slike v prostoru. Pri tem baletu se igralci spremenijo v geometrične oblike. Druga najbolj pomembna predstava je bila Egocentric Space Lines (1924), ko se človek spremeni v živ kip. Bil je eden najboljših učiteljev v tistem času. 
Vasilij Kandinski je bil slikar in teoretik. V Bauhausu je učil likovno teorijo ter izvajal likovne tečaje in delavnice, v kateri je bila njegova nadgradnja barvne teorije z novodobnimi raziskavami elementov psihologije. V Bauhausu je leta 1929 je napisal svojo drugo knjigo Point and Line to Plane, v katero je zapisal vse svoje raziskave na temo teorije umetnosti. Vpliv Bauhausa je bil v tistem obdobju zelo močan, saj je pričel slikati geometrijske slike. Geometrijski elementi, ki jih je takrat slikal in učil v teoriji so bili zelo pomembni, posebej krog, polkrog, ravne linije in krivulje. Učil je od leta 1922 pa do samega konca v Berlinu. 
Paul Klee je bil nemško-švicarski slikar in fotograf. V Bauhausu je bil vodja delavnice za barvano steklo, osnove konstrukcije, svobodno slikarstvo....
Laszlo Moholy-Nagy je bil oblikovalec vizualnih komunikacij, v Bauhausu je bil umetniški vodja delavnice za kovino in imel predhodni tečaj za kovino in prostor. 
Johannes Itten je študiral psihoanalizo, bil je ekspresionistični slikar, oblikovalec, učitelj, pisatelj in barvni teoretik. Je avtor znanega Ittenovega barvnega kroga.
V Bauhausu je učil v letih 1919-22, kjer je razvil tudi predhodni tečaj, ki je bil namenjen učenju osnov kompozicije, materialih in barvah. Izdal je knjigo » The art of color«. Z Gropiusom sta si bila različnih mnenj, zato je leta 1922 dal odpoved. Sam je želel individualno umetnost, Gropius pa masovno produkcijo. Kmalu nato je odprl svojo malo šolo za arhitekturo in umetnost.
Georg Muche (1895-1987) je bil nemški slikar, oblikovalec vzorcev, arhitekt, avtor in učitelj. Projektiral je načrt za znano hišo »House Am Horn« in bil tudi vodja prve predstavitve, razstave šole Bauhaus v Weimarju. Zaljubil in tudi poročil se je s študentko Elso Franke (Elsa Muche), študentko Bauhausa.

## Pomembna dela šole
Prvi kovinski stol je naredil Marcel Breuer, ki so ga poimenovali »Wassily chair«, ker je bil izdelan za profesorja Wassily Kandynskega.  Čez  jekleno konstrukcijo stola je bilo napeto usnje  in skupaj so ga držale spojke. Stol je še danes  estetski, lahek in ne zavzema veliko prostora.
Projekt za izgradnjo prvega delavskega naselju v Dessau, s katerim naj bi rešili akutni problem pomanjkanja stanovanj. Financiran je bil na mestni ravni. Pri projektiranju notranjega interierja, kuhinjskih pripomočkov, posode... so sodelovali študentje. Hiše so imele ravne strehe, bile so izjemoma utilitarne ( imele so vse najnujnejše kar so potrebovale, brez nepotrebnega luksuza), narejene so bile iz prefabriciranih (vnaprej pripravljenih) elementov.  Zgrajene so bile izredno hitro, poceni za nakup ali najem in enostavne za vzdrževanje. Projekt je vodil Hannes Meyer. Samo idejno zasnovo za hišo pa je dal Georg Muche.
Josef Hartwig, študent šole je oblikoval šah, pri katerem so posamezne figure so oblikovane tako, kakor se gibljejo v pravilih igre.
Imeli so tudi svoje gledališče. Umetniški vodja je bil Oskar Schlemmer, ki je bil kipar in slikar. Gledališče je bilo izrednega pomena. Vse njihove ideje so bile najbolj čisto predstavljene v praksi in so dobile svojo funkcijo. 
»Triadic balet« je bila zelo odmevna predstava, s katero je na mednarodni turneji zelo uspel in naredil tako dobro reklamo za Bauhaus, da so ga kar naenkrat vsi poznali. Ta predstava je delovala že od leta 1916, vendar je imela premiero 30.septembra 1922. 
Imeli so tudi svojo glasbo in svoj Bauhaus band. Poslušali so jazz. Zelo so se zabavali, predvsem pa so bili zelo hrupni. Tudi govorilo se je o njih veliko, ker so bila na njihovih koncertih dekleta, ki so nosila hlače.
Marianne Brandt (1893-1983) je bila ena najbolj nadarjenih študentk, ki pa je bila tudi izjema v primerjavi z ostalimi dekleti, saj je svoje oblikovanje preusmerila na izdelke iz kovine. Ravno v njenem obdobju pa so pričeli z masovnim izdelovanjem prototipov za nadaljnjo masovno proizvodnjo v industriji in tako so ti elegantni in enostavni kuhinjski kosi dobili velik pomen.
Gunta Stolzl je izdelovala čudovite stenske tapiserije in tapiserije za stole.
Anni Albers - kuhinjske brisače.
Theoder Bogler - oblikoval čudovit servis za čaj.

## Padec v Dessau
Zaradi stalnih političnih pritiskov, ki so jih Naciji izvajali na temo Bauhausa posebno pa še na gospoda Gropiusa osebno, se je le ta odločil, da je za projekt Bauhaus najbolje, če ga vodi človek, ki s politiko nima toliko opravka.
Pričevanje gospoda Gropiusa pravi: »We were used as a political footbal!«
In v takšnih okoliščinah ni mogel več normalno delovati, zato je svoje mesto odstopil Hannesu Meyerju. Meyer je bil kot komunist bil trn v peti novo nastajajočemu nacističnemu režimu in 1930 leta je mesto direktorja moral prepustiti Ludwigu Mies van der Rohe. Pod njegovim vplivom so bile politične aktivnosti v Bauhausu v celoti opuščene. 
Van de Rohe je bil zelo preprost človek. Bili so prepričani, da bodo Naciji prenehali napadati šolo, saj je bil sam politično neodvisen. 
Leta 1932 so Nacisti razbijali po šoli in skozi okna metali pohištvo, orodja in papirje. Uničili so šolo, ker je imela zaradi študentov in profesorjev vseeno velik ugled. Nato so sami zavzeli stavbo. 
Bistvo, zakaj so Naciji napadali študente in profesorje je bil ta, da je ta šola želela narediti človeka samostojnega in neodvisnega, to pa se ni skladalo z njihovo politiko.

## Selitev v Berlin
Berlin je bil zadnji dom Bauhausa in v primerjavi s prejšnjimi pogoji je bil to katastrofalno depresiven okoliš, saj so se preselili v tovarno. 
Po desetih mesecih se je vodstvo strinjalo, da bo treba šolo zapreti..
Gropius je odšel v Chicago, študentje in učenci so se razpršili po svetu in tako delovali vsak v svojem okolišu naprej.

## Slovenski študentje Bauhausa
- Avgust Černigoj, Edvard Ravnikar